# Luter
Luter es el seudónimo de Eduardo García Martín, cantante, guitarrista, escritor y compositor de rock español. También es el nombre que tomó su nuevo proyecto creado en noviembre de 2007. Formó parte de Los Reconoces, con los que llegó a editar tres discos y fugazmente de Ginevra Benci.

## Historia

### Nacimiento y adolescencia
Luter nace en el madrileño hospital de la Paz y se ha criado en el barrio de Lacoma en donde sigue viviendo actualmente. Muestra interés desde pequeño por la música, que hereda de su abuelo materno, músico de orquesta autodidacta que recorría los pueblos castellanoleoneses de la posguerra civil española, mezclado con el cante tabernero andaluz de su familia paterna. En literatura también llega a ganar algún premio de escritura en los primeros cursos de la EGB. Pero el verdadero hallazgo llega cuando entra en 1982 una guitarra española en casa, premio de una tómbola, la cual aprende a tocar. Tendrán que pasar unos años más para que comience a descubrir los grupos que van a influenciar su carrera y canturrearlos en público a cappella. Es ya en 1990 cuando toma contacto con la música de verdad con una guitarra eléctrica muy barata, recibe clases que siempre abandona para pasarse los años de instituto y universidad (logra cursar hasta 3º de Filología hispánica en la UAM) tocando por todas las reuniones sociales.

### Los Reconoces

#### De 1994 a 1999.
- Por dinero (1996) El producto de los 90’ (1997) En tus manos (1999)

En 1994 Luter junto a Julio Murciano (guitarra), Jorge Ortuño “Joris” (batería) y Jaime Climent (bajo) crean Los Reconoces. Con esta formación llegan a grabar dos maquetas: Por dinero (1996) y El producto de los 90’ (1997), y a tocar en los lugares más variados. Un año más tarde Jaime Climent abandona la banda y entran David Fernández (bajo) y José Luis Martínez “Búho” (guitarra), siendo solo por un tiempo cinco miembros los que registran En tus manos (1999), con la que amplían su rango de actuaciones y ganan varios concursos. Julio Murciano también se marcha y el resto decide embarcarse en su primer álbum.

#### De 2000 a 2006.
- Me lo guiso como puedo (2000)

En el año 2000 Luter, Joris, David y Búho deciden contar con la producción de Michel Molinera (cantante y guitarra de Canallas) que les apadrina y aconseja grabar en los estudios Montepríncipe de Boadilla del Monte a cargo de Carlos Suárez (Los Cardicacos) como técnico, el disco se va a titular Me lo guiso como puedo haciendo referencia al interés que tuvieron algunas compañías pero que no se materializó en nada concreto, teniendo al final que utilizar la autoedición. Les permite salir fuera de Madrid y a día de hoy es de los más buscados ya que su tirada fue muy corta.
- Segunda Impresión (2002)

Después de la buena acogida del disco anterior, Michel Molinera decide montar Grabaciones El Coyote, una pequeña compañía con la que editará el segundo trabajo de Los Reconoces, llevándolos a grabar a los estudios Producciones Peligrosas en Peligros (Granada), cuentan con un puñado de temas nuevos y con más medios, incluso se llega a incluir en el CD un making-off y se hace un videoclip de No creo nada. Empiezan a tocar con asiduidad por todos los rincones. Colaboran Daniel Marco (Despistaos), Kutxi Romero y Kolibrí Díaz (Marea), Ziku y Ángel (Envidia Kotxina) y Daniel Patá (Zurribanda).
- Se me secan los mares (2004)

El grupo sigue creciendo y deciden fichar por El Diablo (Muxxic), editarán este último trabajo con mayor tiempo y calidad, grabado en los estudios Sonoland bajo la producción de Daniel Marco. Se realiza también un videoclip de Contra-tiempos-inertes dirigido por Kike Babas y Kike Turrón; la banda tiene más presencia en festivales y respuesta en sus salidas fuera de Madrid, incluso ofertas para una gira en México que nunca realizan. En diciembre de 2006 deciden separarse dejando a un puñado de seguidores perplejos por su repentino abandono, llenando una sala de Guadalajara de la noche a la mañana sin ser este su feudo.
- Una luz entre la niebla (2015)

Después de ocho años de ausencia en las tablas. La banda decide volver a tocar juntos para dar un único concierto en la sala Penélope de Madrid el día 24 de noviembre de 2014. Editándose justo un año más tarde por Rock Estatal Records como un disco triple más un DVD con las imágenes de la grabación de esa noche más un documental sobre Los Reconoces en donde los miembros hablan y hacen un recorrido por todos los años que estuvieron juntos. De este modo devuelven a toda su audiencia la deuda que tenían de dar un concierto de despedida que nunca pudieron por como se sucedieron los acontecimientos. El resultado es una noche en la que la sala se llenó de seguidores de todas las partes del mundo en donde se vivieron más de dos horas de alegría contagiada y un repaso a su carrera musical coreada por las más de 800 personas que estaban allí concentradas. Un punto final emotivo a una de las bandas con más personalidad de nuestro rock patrio y un lujo para el que pudo vivir esa gran noche.

### Ginevra Benci
- Buscando Disneyland (2007)

Ginevra Benci nace en principio como un proyecto paralelo de Luter mientras tocaba en Los Reconoces y de Anono (batería que pasará a ser bajo) y de Manolo (guitarra) de Stafas que se consolidará al separase Los Reconoces y al abandonar Manolo y Anono Stafas, se les unirá Jandri a la batería. Graban una demo de seis temas en los estudios Idemm también bajo la producción de Daniel Marco, y dan unos cuantos bolos con muy buena respuesta, pero acuerdan concluir esta fugaz aventura para dedicarse por separado a otros planes.

### Luter
- Añicos (2008)

En noviembre de 2007 Luter ve claro el camino y decide crear el grupo definitivo que usará su seudónimo para que no se le venga abajo un proyecto nunca más; sabe que va a ser el compositor, creador, y epicentro de la historia pero aún y así toma la decisión de crear una banda, por eso le comenta a Jandri, batería de Ginevra Benci, su nueva idea y ficha a Fauno al bajo porque sabe que es el bajista que estaba buscando. Comienzan a ensayar en formato trío y montan con mucha rapidez el repertorio suficiente para presentarse al público en enero de 2008, comenzando a dar sus primeros conciertos con una muy buena acogida. En marzo siguiendo su carrera meteórica se desplazan al estudio Parisana 33 de Cangas de Onis con Pablo Viña (Mala Reputación) como técnico para materializar su primer disco, siempre aconsejados por Mata de El Garaje Producciones que funciona muchas veces como un miembro más a la hora de tomar determinaciones, también conoce a Luter desde la última época de Los Reconoces y trabaja con Ginevra Benci; éste mueve los hilos para que fichen con XY records, una compañía emergente con la que editan y ponen a la venta en noviembre de 2008, justo un año después de su formación, Añicos, realizando también videoclip del sencillo Esperpento. En el 2009 preparan una gira de presentación por toda España y muchas más cosas que están por llegar.
- Ignora (2010)

En abril de 2010, el grupo viaja a Navarra donde graba, en los estudios R-5 con Kolibrí Díaz (Marea) en la producción, su segundo álbum, ‘Ignora’, que sale a la venta el 23 de septiembre.
En el álbum se encuentra la colaboración de Rosendo que hace posible Kutxi Romero al ponerlos en contacto, uno de los sueños de Luter que se hacen realidad desde que comenzara a tocar la guitarra. Se graba el videoclip de “Desvarío” en las calles y bares del famoso barrio del Tubo de Zaragoza y la banda arranca la promoción del disco tocando en todas la Fnacs españolas, consiguiendo un gran éxito de público y una grata sorpresa para aquellos que se acercan al show ya que no es algo habitual ver a Luter en acústico. Los medios especializados también se hacen eco de la salida del disco puntuándolo con una nota sobresaliente en cada uno de ellos. Se preparan una buena promoción y hacen 50 conciertos en un año y medio de muchas dificultades económicas para su país pero aun y así luchan para que se les oiga.
A principio de la temporada de la liga de baloncesto Luter compone una canción dedicada al Club Estudiantes que suena cada día de partido en la pista, y ofrece su primera exposición fotográfica llamada “Hay más mundos… quizá” en la que muestra sus diferentes formas de ver lo que nos rodea a través de una cámara y escribe un cuento en un libro llamado "Simpatía por el relato" en donde colaboran gente como Rubén Pozo, "El Drogas", Kutxi Romero, Kike Babas, Kike Turrón, Indio Zammit, entre otros. Se hacen también dos vídeos caseros de los temas “Pequeños detalles” y “El día del espectador”. El grupo sigue creciendo y Luter sigue colaborando con las bandas que se le ofrecen y tocando en algunos festivales. Para finalizar la gira queda el último premio, tocar en el Palacio de los Deportes junto a Marea, haciendo de teloneros en un recinto con 18.000 personas. Finalizan la gira en Madrid tocando más de tres horas en un concierto muy especial y despidiéndose de su público hasta dentro de poco.
- Orilla (2013)

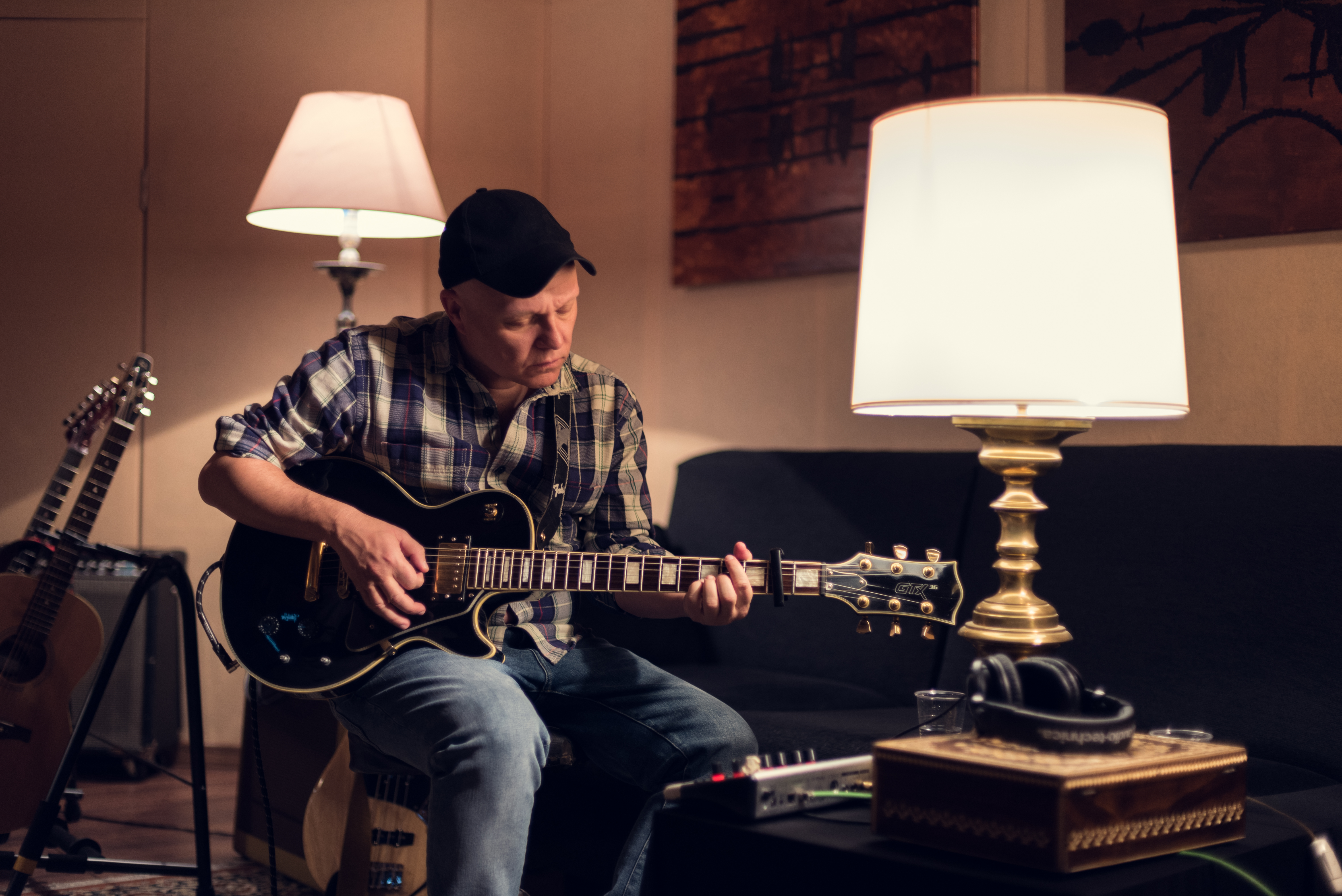
Luter Estudio Uno

Grabado en los Estudios Sonido R-5 de Oricáin (Navarra) y producido por Kolibrí Díaz (Marea), cuenta con las colaboraciones de Rubén Pozo (Pereza), Kutxi Romero (Marea) y el rapero Isusko.
El disco ve la luz tras un exitoso proyecto de micromecenazgo, lo que nos habla del apoyo de sus seguidores y el carisma que va tomando su carrera artística. Luter, con sus inseparables Fauno al bajo y Jandri a la batería, se consolida como uno de los grupos destacados dentro del panorama musical de su tiempo. Tras la disolución de Los Reconoces, que lideró hasta finales de 2006, llega su gran proyecto homónimo que adquiere, con este tercer disco, una consistencia remarcable. Si Añicos (2008) e Ignora (2010), fueron un escalón más en su forma de entender la música, cada uno de los trece temas que componen Orilla, es un paso más allá y una vuelta de tuerca, lo que se traduce en un trabajo muy rico en matices, sin abandonar su esencia roquera. El videoclip de la canción “Mi Guarida”, primer sencillo y adelanto del disco, alcanzó a las 24 horas de su publicación cerca de dos mil visitas, así como felicitaciones y comentarios de apoyo a su trabajo.
- 333 (2016)

A la venta el 3 de junio de 2016 y Editado por Rock Estatal Records, 333 se convierte en la cuarta entrega de Luter. El disco vuelve a ser grabado en los Estudios Sonido R-5 de Oricáin (Navarra) bajo la producción de Kolibrí Díaz de nuevo. 333 es un alegato para cambiar el mundo. Un elogio al rock de la década de los setenta sin perder la frescura y la novedad, junto con el sello indiscutible de Luter. Diez cortes intimistas que nos hacen recorrer un momento histórico en el que prima la degustación frente a la velocidad. Nos recrea un espacio en donde uno puede sumergirse en lo más profundo del ser. El tres es la suma del uno y el dos. Así cada uno de ellos representa el principio, el fin y el renacimiento. Un disco arriesgado pero con enjundia. Que ya desde su primer sencillo La orquesta de la libertad ha conquistado los oídos de muchos seguidores que hacen cada una de las canciones de Luter como suyas.
El propio Luter nos lo presenta así: "Cada canción en sí misma es un mundo. Y cada momento que marca nuestra vida está lleno de misterio. Así el uno crea al dos, y el dos crea al tres como fin, pero también como principio. Después el amor lo envuelve todo haciendo que el tiempo, la soledad y la política sean un simple decorado.Este es el contenido de cada uno de los cortes de 333. Esto y una búsqueda interior llena de rutinas en las que los pequeños gestos sirven como refugio de ansiedades. También asoma la suerte activando o apagando las elecciones de cada uno. Y el deseo de compartir a través de un recorrido por el interior de uno mismo. 333 es un mundo imaginario de realidades paralelas. Una declaración de principios en este momento histórico tan contradictorio. La imaginación contra la superficialidad. Quizá un Prometeo que quiere amar y partir hacia la belleza. O un Zaratustra que baja de la montaña para decirnos: ¡Se acabó la tontería!".
- Héroe humano (2020)

En pleno apocalipsis se nos presenta Luter con su quinto disco "Héroe humano". Dividido en dos partes diferenciadas y diferenciables, se aparece el de Lacoma en forma de espejo; un espejo partido en dos, de fractura limpia, dejando un par de pedazos tan idénticos en forma como antagónicos en fondo, de tamaño natural, como natural es que el héroe se busque en ellos y el humano rehúya de sí mismo. 
Por una parte, Héroe, grabado en 2019 en el prestigioso Estudio Uno por el no menos laureado Carlos Hernández, compone el reflejo más vertiginoso y urgente del trabajo, que a su vez es la imagen fidedigna del héroe propiamente dicho; aireando su ansiedad por el minutero y obviando la soledad y abandono que a buen seguro le llevará su descabezada carrera hacia el vacío, acabando  despedazado en cinco cortes limpios y pulcros, que el tiempo salomónico fundirá como el mercurio con su odiado humano, ese que se abraza al reloj y espera paciente al otro lado.
En la cara opuesta, tal y como hemos aventurado, se encuentra Humano —grabado y masterizado entre 2019 y 2020 en los estudios Black Betty por Jose Nortes— que, como no podía ser de otra forma, se encuentra diseccionado en las mismas partes que su reverso: cinco pedazos perfectamente reconocibles de lo que pudo haber sido y al final fue. Cinco cantos de cisne que se alargaron necesariamente hasta perder de vista al héroe, al yo, sin saber que sería tan solo una fosa la que se cavaría para albergar sendos cadáveres.

## Miembros

### Con Los Reconoces
- Luter – Guitarra y voz
- Jaime Climent – Bajo (hasta 1998)
- Julio Murciano – Guitarra (hasta 1999)
- Jorge Ortuño “Joris” – Batería
- David Fernández – Bajo
- José Luis Martínez “Búho” - Guitarra

### Con Ginevra Benci
- Luter – Guitarra y voz
- Anono – Bajo
- Manolo Maestre – Guitarra
- Jandri – Batería

### Con Luter
- Luter – Guitarra y voz
- Jorge Montero – Guitarra y coros
- Jorge Ruiz – Bajo y coros
- David Rodríguez Fauno – Bajo y coros (hasta 2013)
- Alejandro Peñalver Jandri - Batería (hasta 2013)
- Mirko Vidoz – Bajo y coros (hasta 2017)
- Eduardo Martínez – Guitarra y coros (hasta 2018)
- Roberto Aracil – Batería (hasta 2019)

## Discografía

### Maquetas
| Año  | Grupo         | Título                |
| ---- | ------------- | --------------------- |
| 1996 | Los Reconoces | Por Dinero            |
| 1997 | Los Reconoces | El producto de los 90 |
| 1999 | Los Reconoces | En tus manos          |
| 2007 | Ginevra Benci | Buscando Disneyland   |

## Discos

### Con Los Reconoces
| Año  | Disco                   | Sencillo               |
| ---- | ----------------------- | ---------------------- |
| 2000 | Me lo guiso como puedo  | Yo me lo guiso         |
| 2002 | Segunda Impresión       | No creo nada           |
| 2004 | Se me secan los mares   | Contra-Tiempos-Inertes |
| 2015 | Una luz entre la niebla | En balde               |

### Con Luter
| Año  | Disco        | Sencillo                                                                                       |
| ---- | ------------ | ---------------------------------------------------------------------------------------------- |
| 2008 | Añicos       | Esperpento                                                                                     |
| 2010 | Ignora       | Desvarío (La mejor manera de acertar es equivocarse) Pequeños detalles / El día del espectador |
| 2013 | Orilla       | Mi guarida Skyline / Misión a Marte / Paseo en bicicleta                                       |
| 2016 | 333          | La orquesta de la libertad / Hagamos que pase                                                  |
| 2020 | Héroe humano | Relato Fantasma / Mar Abierto                                                                  |

## Libros
- Alegría, raíz y viento (2008)

Supone la primera entrega poética de Luter desde el año 1995 al 2008. Año en que se publica a través de la editorial Impresiones Quiméricas. Esta obra recoge el primer acercamiento a la parte más íntima y profunda de Luter. Desde sus primeros poemas publicados en las revistas de instituto hasta los últimos y aplaudidos por la crítica. El libro se presentó el día 16 de mayo de 2009 en la ya desaparecida librería El bandido doblemente de armado de Madrid. La obra está dividida en tres partes. Una primera llamada Ideal de espacio vital en donde se ven los primeros acercamientos a la poesía con un punto más surrealista o experimental. La segunda se llama ¿quién le corta el pelo al peluquero? y recoge un poco la tendencia más voayeaur del artista reflejando con su particular manera el mundo. Y la tercera Un mundo sin música es el relato más cercano de lo que está ocurriendo a su alrededor, y como le afecta. Quizá también una defensa hacía los más necesitados y una reflexión sobre el amor adolescente y pasional. 
- Como si nunca existieran fronteras en los besos (2012)

Es la siguiente entrega y una selección de poemas comprendidos entre los años 2007 y 2011. Prologada expresamente por Kutxi Romero. El lector descubrirá en estas páginas a un Luter de poesía ágil, directa y sentida, que le canta a lugares concretos muy reconocibles, a las gentes que pueblan las calles de cualquier ciudad y a un sinfín de sentimientos, situaciones e imágenes cotidianas. Sus versos dibujan a un escritor con una amplísima visión de miras y una portentosa claridad de ideas. Publicado por Desacorde ediciones y distribuido por primera vez a nivel nacional. La obra cuenta con otra vez una división interna de tres bloques diferenciados. El primero sería Huiremos siempre hacia donde no nos llamen, en el que hay una mirada a Buenos Aires, Varsovia y Madrid. Ciudades por las que el autor ha pasado y nos deja su impronta. Después vendría El hombre se lo ha ido comiendo todo, en donde hay una crítica mordaz al hombre actual y su deambular por este mundo de consumo y locura. Y la tercera y última es la más introspectiva llamada La vida es un juego sin pelota. En donde las palabra hieren y alimentan a la vez un mundo cercano, cotidiano e imaginativo. La presentación tuvo lugar en el Teatro Yllana de Madrid en la C/ Pez, 40 el día 13 de diciembre de 2012.
- Una dieta de clavos (2019)

“A veces las palabras se clavan como cuchillos en el alma. Es entonces cuando la catarsis y el equilibrio, salen a flote haciendo de corcho para seguir hacia adelante en este valle de tempestades que es la vida. Esta es la actitud ascética del faquir cuando intentando dar sentido al reto que ejecuta, se acuesta sobre una cama afilada o introduce antorchas en su boca. Eduardo es uno de ellos, lo sé porque jamás le he visto oponer resistencia física, ni mental cuando airea sus emociones en lo cotidiano. Sabe que el mundo exterior nos afecta y nos transforma, pero para evitar que nos deforme, arranca la grama del mismo y la moldea como arcilla para aludir al hambre, a la motivación y a la pedalada. Así es como exprime la savia joven que a todos nos recorre por dentro. Y así es como canta a la ilusión del nuevo día.”
(extracto del prólogo de Dieta de clavos)